# Last Time Around
| Recensione | Giudizio |
| ---------- | -------- |
| AllMusic   |          |

Last Time Around è il terzo (ed ultimo) album discografico dei Buffalo Springfield, pubblicato dall'etichetta discografica Atco Records il 18 luglio del 1968.
L'album arrivò nella posizione #42 delle Chart Billboard Pop, mentre il singolo On the Way Home (con Four Days Gone, brano compreso nell'ellepì), fu un discreto successo toccando l'ottantaduesima posizione nella The Hot 100 Charts di Billboard.

## Tracce
Lato A
1. On the Way Home – 2:25 (Neil Young) – Registrato il 15 novembre e 13 dicembre 1967, Sunset Sound, Hollywood, California.
2. It's so Hard to Wait – 2:03 (Richie Furay, Neil Young) – Registrato il 9 marzo 1968 al Sunset Sound, Hollywood, California.
3. Pretty Girl Why – 2:24 (Stephen Stills) – Registrato il 26 febbraio 1967 (Sound Recorders, Hollywood, CA); maggio 1967 (Atlantic Studios, New York).
4. Four Days Gone – 2:53 (Stephen Stills) – Registrato tra la fine del 1967 e gli inizi del 1968 (o) circa aprile 1968 al Sunset Sound, Hollywood, CA.
5. Carefree Country Day – 2:35 (Jim Messina) – Registrato tra la fine del 1967 e gli inizi del 1968.
6. Special Care – 3:30 (Stephen Stills) – Registrato il 3-20 gennaio 1968 al Sunset Sound, Hollywood, California.

Durata totale: 15:50
Lato B
1. The Hour of Not Quite Rain – 3:45 (Richie Furay, Micki Callen) – Registrato tra la fine del 1967 e gli inizi del 1968.
2. Questions – 2:52 (Stephen Stills) – Registrato il 16 febbraio 1968 al Sunset Sound, Hollywood, California.
3. I Am a Child – 2:15 (Neil Young) – Registrato il 5 febbraio 1968 al Sunset Sound, Hollywood, California.
4. Merry-Go-Round – 2:02 (Richie Furay) – Registrato il 16 febbraio 1968 (Atlantic Studios, New York); fine febbraio e marzo 1968 (Sunset Sound, Hollywood, CA).
5. Uno Mundo – 2:00 (Stephen Stills) – Registrato nel febbraio - marzo 1968 al Sunset Sound, Hollywood, California.
6. Kind Woman – 4:10 (Richie Furay) – Registrato a fine febbraio 1968 (Atlantic Studios di New York); 6 marzo 1968 (Sunset Sound, Hollywood, California).

Durata totale: 17:04

## Musicisti
On the Way Home:
- Richie Furay - chitarra, accompagnamento vocale - cori
- Neil Young - pianoforte, accompagnamento vocale - cori
- Stephen Stills - chitarra, vibrafono, accompagnamento vocale - cori
- Bruce Palmer - basso
- Dewey Martin - batteria
- Sconosciuti - strumenti a fiato

It's so Hard to Wait:
- Richie Furay - voce solista, chitarra
- Stephen Stills - chitarra
- Bruce Palmer - basso
- Dewey Martin - batteria
- Sconosciuto - clarinetto

Pretty Girl Why
- Stephen Stills - voce solista, chitarra
- Richie Furay - voce solista, chitarra
- Neil Young - chitarra
- Bruce Palmer - basso (registrazione del maggio 1967)
- Jim Fielder - basso (registrazione del 26 febbraio 1967)
- Dewey Martin - batteria

Four Days Gone
- Stephen Stills - voce solista, chitarra, pianoforte
- Sconosciuto - batteria

Carefree Country Day
- Jim Messina - voce solista, basso
- Richie Furay - accompagnamento vocale - cori
- Stephen Stills - accompagnamento vocale - cori
- Neil Young - accompagnamento vocale - cori (alcune parti)

Special Care
- Stephen Stills - voce solista, chitarra, pianoforte, organo, basso
- Buddy Miles - batteria

The Hour of Not Quite Rain
- Richie Furay - voce solista
- Sconosciuto - basso
- Sconosciuto - clavicembalo
- Sconosciuto - batteria
- Sconosciuti - orchestra

Questions
- Stephen Stills - voce solista, chitarra, pianoforte, organo
- Richie Furay - chitarra
- Jimmy Carstein - batteria

I Am a Child
- Neil Young - voce solista, chitarra, armonica
- Gary Marker - basso
- Dewey Martin - batteria

Merry-Go-Round
- Richie Furay - voce solista, chitarra
- Neil Young - chitarra
- Stephen Stills - chitarra, accompagnamento vocale - cori
- Jim Messina - basso
- Jimmy Carstein - batteria
- Jeremy Stuart - clavicembalo, calliope, bells

Uno Mundo
- Stephen Stills - voce solista, chitarra, basso, organo, percussioni, battito delle mani (handclaps)
- Richie Furay - chitarra
- Dewey Martin - batteria
- Sconosciuti - strumenti a fiato

Kind Woman
- Richie Furay - voce solista, chitarra
- Rusty Young - chitarra pedal steel
- Richard Davis - basso
- Sconosciuto - pianoforte
- Sconosciuto - batteria[5]

Note aggiuntive:
- Jim Messina - produttore, ingegnere delle registrazioni
- Phil Iehle - ingegnere delle registrazioni
- Adrian Barber - ingegnere delle registrazioni